# Olympische Winterspiele 2010/Teilnehmer (Südkorea)
| Gelbes Symbol für Goldmedaillen mit stilisierten Olympischen Ringen | Graues Symbol für Silbermedaillen mit stilisierten Olympischen Ringen | Braundes Symbol für Bronzemedaillen mit stilisierten Olympischen Ringen |
| ------------------------------------------------------------------- | --------------------------------------------------------------------- | ----------------------------------------------------------------------- |
| 6                                                                   | 6                                                                     | 2                                                                       |

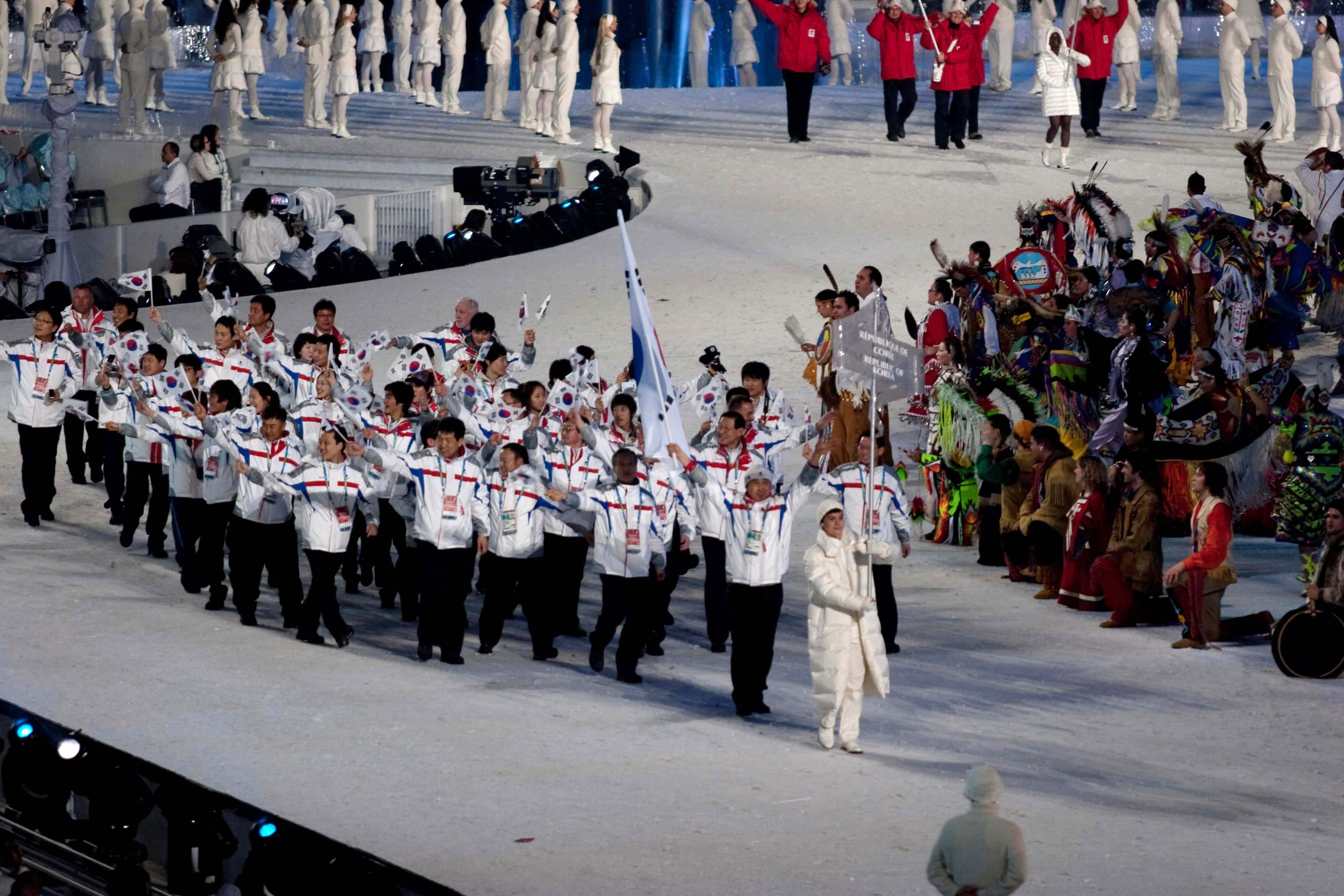
Einmarsch der südkoreanischen Delegation

Südkorea nahm an den Olympischen Winterspielen 2010 im kanadischen Vancouver mit 46 Sportlern in zwölf Sportarten teil.

## Medaillengewinner

### Gold
| Name          | Sportart       | Wettkampf        |
| ------------- | -------------- | ---------------- |
| Lee Jung-su   | Shorttrack     | 1500 m (M)       |
| Mo Tae-bum    | Eisschnelllauf | 500 m (M)        |
| Lee Sang-hwa  | Eisschnelllauf | 500 m (F)        |
| Lee Jung-su   | Shorttrack     | 1000 m (M)       |
| Lee Seung-hun | Eisschnelllauf | 10.000 m (M)     |
| Kim Yu-na     | Eiskunstlauf   | Eiskunstlauf (F) |

### Silber
| Name                                                              | Sportart       | Wettkampf          |
| ----------------------------------------------------------------- | -------------- | ------------------ |
| Lee Seung-hun                                                     | Eisschnelllauf | 5000 m (M)         |
| Mo Tae-bum                                                        | Eisschnelllauf | 1000 m (M)         |
| Lee Ho-suk                                                        | Shorttrack     | 1000 m (M)         |
| Lee Eun-byul                                                      | Shorttrack     | 1500 m (F)         |
| Sung Si-bak                                                       | Shorttrack     | 500 m (M)          |
| Kwak Yoon-gy, Lee Ho-suk, Lee Jung-su, Sung Si-bak, Kim Seoung-il | Shorttrack     | 5000 m Staffel (M) |

### Bronze
| Name          | Sportart   | Wettkampf  |
| ------------- | ---------- | ---------- |
| Park Seung-hi | Shorttrack | 1500 m (F) |
| Park Seung-hi | Shorttrack | 1000 m (F) |

1. ↑  Kim Seoung-il trat nur im Halbfinale an und wurde im Finale durch Lee Jung-su ersetzt; dadurch erhielten alle fünf Läufer eine Silbermedaille.

## Teilnehmer nach Sportarten

### Biathlon
| Männer - Lee In-bok | Frauen - Mun Ji-hee |

### Bob
Männer
- Kang Kwang-bae
- Kim Dong-hyun
- Kim Jung-su
- Lee Jin-hee

### Eiskunstlauf
| Athleten      | Kurzprogramm | Kurzprogramm | Kür    | Kür  | Punkte | Rang |
| Athleten      | Punkte       | Rang         | Punkte | Rang | Punkte | Rang |
| ------------- | ------------ | ------------ | ------ | ---- | ------ | ---- |
| Damen         |              |              |        |      |        |      |
| Kim Yu-na     | 78,50        | 1.           | 150,06 | 1.   | 228,56 | Gold |
| Kwak Min-jung | 53,16        | 16.          | 102,37 | 12.  | 155,53 | 13.  |

### Eisschnelllauf
| Männer - Ha Hong-seon 1500 m: 31. Platz Teamverfolgung: 5. Platz - Lee Jong-woo 1500 m: 22. Platz Teamverfolgung: 5. Platz - Lee Kang-seok 500 m: 4. Platz - Lee Ki-ho 1000 m: 36. Platz - Lee Kyu-hyeok 500 m: 15. Platz 1000 m: 9. Platz - Lee Seung-hun 5000 m: Silber 10.000 m: Gold Teamverfolgung: 5. Platz - Mo Tae-bum 500 m: Gold 1000 m: Silber 1500 m: 5. Platz Teamverfolgung: 5. Platz - Mun Jun 500 m: 19. Platz 1000 m: 18. Platz | Frauen - An Ji-min - Kim Yu-rim 1000 m: DNF - Lee Bo-ra - Lee Ju-yeon 1500 m: 33. Platz 3000 m: 23. Platz Teamverfolgung: 8. Platz - Lee Sang-hwa 500 m: Gold 1000 m: 23. Platz - Noh Seon-yeong 1500 m: 30. Platz 3000 m: 18. Platz Teamverfolgung: 8. Platz - Oh Min-ji - Park Do-yeong 3000 m: 26. Platz Teamverfolgung: 8. Platz |

### Freestyle-Skiing
Frauen
- Seo Jung-hwa (Moguls)

### Rennrodeln
Männer
- Lee Yong

### Shorttrack
| Männer - Kim Seoung-il 5000 m Staffel: Silber - Kwak Yun-gy 5000 m Staffel: Silber - Lee Ho-suk 1000 m: Silber 1500 m: 12. Platz 5000 m Staffel: Silber - Lee Jung-su 1000 m: Gold 1500 m: Gold 5000 m Staffel: Silber - Sung Si-bak 500 m: Silber 1000 m: disqualifiziert 1500 m: 5. Platz 5000 m Staffel: Silber | Frauen - Cho Ha-ri 500 m: im Viertelfinale ausgeschieden 1500 m: 5. Platz 3000 m Staffel: 8. Platz - Choi Jung-won - Kim Min-jung 3000 m Staffel: 8. Platz - Lee Eun-byul 500 m: 8. Platz 1500 m: Silber 3000 m Staffel: 8. Platz - Park Seung-hi 500 m: im Viertelfinale ausgeschieden 1000 m: Bronze 1500 m: Bronze 3000 m Staffel: 8. Platz |

### Skeleton
Männer
- Cho In-ho
22. Platz

### Ski Alpin
| Männer - Jung Dong-hyun - Kim Wu-sung | Frauen - Kim Sun-ju |

### Skilanglauf
| Männer - Lee Jun-gil | Frauen - Lee Chae-won |

### Skispringen
Männer
- Choi Heung-chul
- Choi Yong-jik
Einzelspringen, Normalschanze → 43. Qualifikation, ausgeschieden (93,5 Pkt.)
- Kim Hyun-ki

### Snowboard
Männer
- Kim Ho-jun (Halfpipe)